# Ectropina acidula
Ectropina acidula là một loài bướm đêm thuộc họ Gracillariidae. Nó được tìm thấy ở Ấn Độ (Bihar).
Ấu trùng ăn Phyllanthus emblica. Chúng có thể ăn lá nơi chúng làm tổ.